# (2056) Nancy
(2056) Nancy (A909 TB) – planetoida z pasa głównego asteroid okrążająca Słońce w ciągu 3,3 lat w średniej odległości 2,22 au. Została odkryta 15 października 1909 roku przez Josepha Helffricha.